# Tuffi ai Giochi della VII Olimpiade - Trampolino maschile
La competizione del trampolino maschile  di tuffi ai Giochi della VII Olimpiade si tenne il 26 agosto 1920 allo Stade Nautique di Anversa.

## Risultati

### Turno eliminatorio
I primi tre in ogni gruppo avanzarono alla finale. Dodici tuffi, sei obbligatori, quattro liberi, e due scelti per sorteggio.
| Pos. | Concorrente     | Nazione     | Punti Ordinali | Punti Totali |
| ---- | --------------- | ----------- | -------------- | ------------ |
| 1    | Louis Kuehn     | Stati Uniti | 7              | 628,15       |
| 2    | Louis Balbach   | Stati Uniti | 8              | 630,80       |
| 3    | Gunnar Ekstrand | Svezia      | 15             | 560,85       |
| 4    | Oscar Dose      | Svezia      | 20             | 543,70       |
| 5    | Richard Flint   | Canada      | 29             | 480,70       |
| 6    | Joseph Callens  | Belgio      | 30             | 476,40       |
| 7    | Rémy Weil       | Francia     | 31             | 477,30       |

| Pos. | Concorrente          | Nazione       | Punti Ordinali | Punti Totali |
| ---- | -------------------- | ------------- | -------------- | ------------ |
| 1    | Gustaf Blomgren      | Svezia        | 7              | 614,00       |
| 2    | Clarence Pinkston    | Stati Uniti   | 8              | 622,70       |
| 3    | Johan Jansson        | Svezia        | 16             | 549,70       |
| 4    | Adolfo Wellisch      | Brasile       | 19             | 522,85       |
| 5    | Ernest Walmsley      | Gran Bretagna | 28             | 453,05       |
| 6    | Guglielmo De Sanctis | Italia        | 29             | 451,35       |
| 7    | Paul Knuchel         | Svizzera      | 33             | 431,35       |

### Finale
Dodici tuffi, sei obbligatori, quattro liberi, e due scelti per sorteggio.
| Pos.    | Concorrente       | Nazione     | Punti Ordinali | Punti Totali |
| ------- | ----------------- | ----------- | -------------- | ------------ |
| Oro     | Louis Kuehn       | Stati Uniti | 6              | 675,40       |
| Argento | Clarence Pinkston | Stati Uniti | 11             | 655,30       |
| Bronzo  | Louis Balbach     | Stati Uniti | 15             | 649,50       |
| 4       | Gustaf Blomgren   | Svezia      | 19             | 587,05       |
| 5       | Gunnar Ekstrand   | Svezia      | 27             | 559,25       |
| 6       | Johan Jansson     | Svezia      | 27             | 544,75       |